# 第4軍 (ドイツ軍)
第4軍（だい4ぐん、独Deutsche 4. Armee）は、第二次世界大戦時のドイツ軍の部隊である。

## 略歴

### ポーランド侵攻
1938年12月1日、第4軍はギュンター・フォン・クルーゲ大将の元、設立され、1939年9月、ドイツ国防軍によるポーランド侵攻作戦において初動、中央軍集団に所属した。第4軍には第II 、III軍団（2個歩兵師団がそれぞれ所属）第XIX 軍団（2個自動車化歩兵師団、1個装甲師団が所属）、第I国境警備軍団（1個歩兵師団が所属）が配属され、2個歩兵師団が予備とされた。
第4軍はドイツ国境から東プロイセンを目指し、ポーランド回廊を占領する任務を与えられた。クルーゲの元、第4軍はその任務を容易に果たし、一部部隊は南下してポメラニアに向かい、ワルシャワ攻撃に参加した。

### フランス侵攻
ベネルクス諸国、フランス侵攻作戦の間、第4軍はＡ軍集団に所属し、ラインラントからベルギーに侵攻した。第4軍はデイルラインを攻略、他の部隊と共にフランス内の連合国軍の包囲に成功した。第4軍に所属した第7装甲師団（司令官エルヴィン・ロンメル）はこの勝利に高い貢献を示した。
その後、クルーゲは（当時歩兵大将）は1940年7月19日、この功績を認められ、元帥に昇進した。

### バルバロッサ作戦
1941年、バルバロッサ作戦が発動されると、第4軍は中央軍集団に所属した。ドイツ軍は初期作戦でミンスクを包囲し、できる限りのソビエト赤軍部隊を包囲、殲滅することを目標とし、第4軍はスモレンスクの攻略作戦に参加した。しかし、ロシアの悪路が中央軍集団、第4軍の進撃を遅らせた。
1941年12月19日、モスクワ攻略に失敗した国防軍に激怒したヒトラーは、陸軍総司令官ヴァルター・フォン・ブラウヒッチュと中央軍集団司令官フェードア・フォン・ボックを解任、クルーゲは中央軍集団の後任となった。
ブラウ作戦発動後、ドイツ軍は南に戦力を集中させたため、中央軍集団と所属する第4軍は作戦行動をほとんど行わなかった。
1943年、ソビエト赤軍が攻勢を開始すると、中央軍集団は総退却を始め、第4軍も後退を余儀なくされた。1943年秋、赤軍がスオロフ作戦（Operation Suvorov、ハイウェイの戦い）を発動させると、第4軍はヴォルシャ、ヴィチェプスクまで退却した。

### バグラチオン作戦
1944年、第4軍は白ロシア・ソビエト社会主義共和国のヴォルシャ、モギリョフの東地点を保持していた。
6月22日、ソビエト赤軍はバグラチオン作戦を発動、ドイツ国防軍は壊滅的打撃を受け、特に第4軍はミンスクの東で大部分が包囲され、7月初頭には殲滅され、少数の部隊が包囲から脱出することができたが、それらの部隊は戦線安定ために激戦を重ねた。
その後、第4軍は戦力を補充、再編成された。

### 東プロイセン
1944－45年の間、第4軍はフリードリヒ・ホスバッハの指揮の下、東プロイセンで戦った。1月13日、東プロイセンのソビエト赤軍は攻勢を開始。攻勢開始時点では、50万人の兵力があった。第4軍は2週間もの間、バルト海沿岸へ押され、包囲の危機に瀕した。
中央軍集団司令官ゲオルク＝ハンス・ラインハルトとホスバッハは包囲を逃れるためにエルビング方面へ退却（これは命令無視であった）を試みた。しかし、攻撃は跳ね返され、第4軍はハイリゲンバイルで再び包囲され、23個師団で防衛に当たった（ハイリゲンバイル包囲戦）。第4軍は次第に追い詰められ、ハイリゲンバイル近郊のバルガから脱出を開始し、3月末、ソビエト赤軍の攻撃を受けるまで、第4軍はヴィスワ川河口のヴィストゥラ潟湖に位置していた。この時点で、第4軍の兵力は50万人から12万8000人（その内、負傷兵が7万人）にまで減っていた。
その後、残存兵はオストプロイセン軍集団（司令官ディートリヒ・フォン・ザウケン）に所属し、大戦終了後の5月、軍集団は降伏した。降伏前後の兵力はわずか3100人であった。

### 司令官
- 1938年12月1日－1941年12月19日：ギュンター・フォン・クルーゲ元帥
- 1941年12月19日－1942年1月20日：ルートヴィヒ・キューブラー（de:Ludwig Kübler）山岳大将
- 1942年1月20日－1942年6月6日：ゴットハルト・ハインリツィ上級大将
- 1942年6月6日－1942年7月15日：ハンス・フォン・ザルムート（Hans von Salmuth）上級大将
- 1942年7月15日－1943年6月?日：ゴットハルト・ハインリツィ上級大将（再任）
- 1943年6月?日－1943年7月31日：ハンス・フォン・ザルムート大将（再任）
- 1943年7月31日－1944年6月4日：ゴットハルト・ハインリツィ上級大将（再々任）
- 1944年6月4日－1944年6月30日：クルト・フォン・ティッペルスキルヒ歩兵大将
- 1944年6月30日－1944年7月7日：ヴィンツェンツ・ミュラー中将
- 1944年7月7日－1944年7月18日：クルト・フォン・ティッペルスキルヒ歩兵大将（再任）
- 1944年7月18日－1945年1月29日：フリードリヒ・ホスバッハ歩兵大将
- 1945年1月29日－1945年4月27日：フリードリッヒ＝ヴィルヘルム・ミュラー（Friedrich-Wilhelm Müller）歩兵大将